# Eggert Reeder
Generaal Eggert Reeder (Poppenbüll, 22 juli 1894 – Wuppertal, 22 november 1959) was tijdens de Tweede Wereldoorlog Militärverwaltungschef in het Duitse militaire bestuur van België. Als rechterhand van Alexander von Falkenhausen was hij verantwoordelijk voor alle zaken van binnenlandse veiligheid en bestuur.

## Levensloop
Van 1918 tot 1921 studeerde hij rechten aan de universiteiten van Halle en Kiel. Van 1922 tot 1924 was hij ambtenaar bij de regering van Schleswig en van 1924 tot 1929 bij de regering in Keulen. In 1929 werd hij raadsheer bij de regering in Keulen en in maart 1933 raadsheer in Flensburg.
Reeder was vanaf juli 1933 regeringspresident in het Regierungsbezirk Aken en vanaf 1936 in Keulen. Door de goede relaties die hij met België onderhield, werd hij in 1938 benoemd tot Grootofficier in de Kroonorde. Vanaf 1 september 1939 werd hij regeringspresident in Düsseldorf tot hij in mei 1940 werd aangesteld als Militärverwaltungschef voor België en Noord-Frankrijk in het militair bestuur onder leiding van generaal Von Falkenhausen.
Algemeen wordt erkend dat Reeder, hoewel lid van de nationaalsocialistische partij met de rang van SS-Brigadeführer (brigadegeneraal), een relatief gematigd bezettingsregime installeerde en in aanzienlijke mate slaagde in de voornaamste opdracht, de rust en de orde te handhaven. Hij voerde op instructie van Hitler onder meer de zogenaamde Flamenpolitik uit. Reeder wordt beschouwd als een handig bestuurder die, ondanks vele conflicten met het comité van de secretarissen-generaal, de Belgische administratie onder controle hield. Verder is bekend dat hij in meerdere gevallen probeerde anti-Joodse maatregelen, die hij als hinderlijk voor de Duits-Belgische relaties beschouwde, te vertragen of te verzachten. Ook derhalve moest hij een toenemende druk vanuit de partij in Berlijn afhouden. Pas op 18 juli 1944 werd het militair bestuur uiteindelijk vervangen door het reeds langer door de partij en de SS, door hun gewilde en geleide burgerlijk bestuur. Reeder aanvaardde in dienst te blijven van de Zivilverwaltung onder leiding van rijkscommissaris Josef Grohé. Dit burgerlijk bestuur, dat nauwelijks van de grond kwam, werd begin september 1944 weggeveegd door de oprukkende geallieerde troepen.
Op 18 april 1945 werd Reeder door Amerikaanse troepen gearresteerd en in 1947 aan België uitgeleverd. Het proces tegen hem en tegen Von Falkenhausen werd pas beëindigd op 9 maart 1951. Beiden werden door het Brusselse hof onder meer schuldig bevonden aan de deportatie van duizenden Joden, maar niet verantwoordelijk gesteld voor hun daaropvolgende uitroeiing in Auschwitz. Reeder werd veroordeeld tot twaalf jaar hechtenis. Omdat onder de Belgische wetgeving gevangenen na het uitzitten van een derde van hun straf kunnen vrijgelaten worden, kwam hij onmiddellijk vrij. Eenmaal weer in Duitsland nam hij een directiefunctie op bij de Duitse Bond van Belastingbetalers.

## Carrière
Reeder bekleedde verschillende rangen in zowel de Allgemeine-SS als Deutsches Heer. De volgende tabel laat zien dat de bevorderingen niet synchroon liepen.
| Datums            | Deutsches Heer            | Allgemeine-SS       | Verwaltung          |
| ----------------- | ------------------------- | ------------------- | ------------------- |
| 7 augustus 1914   | Soldat                    | —                   | —                   |
| 5 juni 1916       | Gefreiter der Reserve     | —                   | —                   |
| 19 augustus 1915  | Unteroffizier der Reserve | —                   | —                   |
| 7 oktober 1915    | Vizefeldwebel der Reserve | —                   | —                   |
| 31 januari 1916   | Leutnant der Reserve      | —                   | —                   |
| 1924              | —                         | —                   | Regierungsassessor  |
| 11 augustus 1929  | —                         | —                   | Regierungsrat       |
| 15 juli 1932      | —                         | —                   | Verwalter           |
| 5 maart 1933      | —                         | —                   | Landrat             |
| 9 juli 1936       | —                         | —                   | Regierungspräsident |
| 13 september 1939 | —                         | SS-Standartenführer | —                   |
| 21 december 1939  | —                         | SS-Oberführer       | —                   |
| 31 augustus 1939  | —                         | SS-Brigadeführer    | —                   |
| 9 november 1943   | —                         | SS-Gruppenführer    | —                   |

## Lidmaatschapsnummers
- NSDAP-nr.: 1 998 009 (lid geworden op 1 mei 1933[1])
- SS-nr.: 340 776 (lid geworden 31 augustus 1939[1])

## Decoraties
- Duitse Kruis in Zilver op 17 augustus 1943 als Militärverwaltungschef en Militärbefehlshaber in België en Noord-Frankrijk[4][5][1]
- IJzeren Kruis 1914, 1e Klasse[4](1 augustus 1918[1]) en 2e Klasse[4] (27 januari 1916[1])
- Gewondeninsigne 1918 in zwart[4] op 30 januari 1918[1]
- Erekruis voor Frontstrijders in de Wereldoorlog[4][1]
- Ehrendegen des Reichsführers-SS[4]
- SS-Ehrenring[4]
- Kruis voor Oorlogsverdienste, 1e Klasse en 2e Klasse met Zwaarden[4][5][1]
- Grootofficier in de Kroonorde (België) in 1938[1]